# Liste der Bodendenkmäler in Oberickelsheim
Auf dieser Seite sind die Bodendenkmäler in der mittelfränkischen Gemeinde Oberickelsheim zusammengestellt. Diese Tabelle ist eine Teilliste der Liste der Bodendenkmäler in Bayern. Grundlage ist die Bayerische Denkmalliste, die auf Basis des Bayerischen Denkmalschutzgesetzes vom 1. Oktober 1973 erstmals erstellt wurde und seither durch das Bayerische Landesamt für Denkmalpflege geführt wird. Die folgenden Angaben ersetzen nicht die rechtsverbindliche Auskunft der Denkmalschutzbehörde.

## Bodendenkmäler der Gemeinde Oberickelsheim

### Gemarkung Geißlingen
| Lage                  | Objekt | Akten-Nr.     | Bild |
| --------------------- | --- | ------------- | ---- |
| Geißlingen (Standort) | Siedlung der Urnenfelderzeit. | D-5-6326-0009 |      |
| Geißlingen (Standort) | Körpergräber des Endneolithikums sowie Siedlung der Hallstattzeit.                                                                                        | D-5-6326-0015 |      |
| Geißlingen (Standort) | Siedlung vorgeschichtlicher Zeitstellung. | D-5-6326-0016 |      |
| Geißlingen (Standort) | Mittelalterliche und frühneuzeitliche Befunde im Bereich der Evangelisch-Lutherischen Pfarrkirche St. Martin und des ummauerten Friedhofes in Geißlingen. | D-5-6326-0021 |      |

### Gemarkung Lipprichhausen
| Lage                      | Objekt                                              | Akten-Nr.     | Bild |
| ------------------------- | --------------------------------------------------- | ------------- | ---- |
| Lipprichhausen (Standort) | Siedlung vor- und frühgeschichtlicher Zeitstellung. | D-5-6426-0028 |      |

### Gemarkung Martinsheim
| Lage                   | Objekt                                                             | Akten-Nr.     | Bild |
| ---------------------- | ------------------------------------------------------------------ | ------------- | ---- |
| Martinsheim (Standort) | Körpergräber des Endneolithikums sowie Wüstung der frühen Neuzeit. | D-6-6326-0338 |      |

### Gemarkung Oberickelsheim
| Lage                      | Objekt | Akten-Nr.     | Bild |
| ------------------------- | --- | ------------- | ---- |
| Oberickelsheim (Standort) | Siedlung der Urnenfelder- und Hallstattzeit. | D-5-6326-0001 |      |
| Oberickelsheim (Standort) | Siedlung der Urnenfelderzeit. | D-5-6326-0002 |      |
| Oberickelsheim (Standort) | Grabhügel vorgeschichtlicher Zeitstellung. | D-5-6326-0003 |      |
| Oberickelsheim (Standort) | Siedlung des Neolithikums, der Hallstatt- und Latènezeit. | D-5-6326-0006 |      |
| Oberickelsheim (Standort) | Siedlung der Hallstattzeit. | D-5-6326-0007 |      |
| Oberickelsheim (Standort) | Siedlung der Urnenfelderzeit. | D-5-6326-0008 |      |
| Oberickelsheim (Standort) | Brandgräber vor- und frühgeschichtlicher Zeitstellung. | D-5-6326-0010 |      |
| Oberickelsheim (Standort) | Siedlung der Metallzeiten und des Mittelalters. | D-5-6326-0013 |      |
| Oberickelsheim (Standort) | Siedlung der Bronzezeit und der Eisenzeit. | D-5-6326-0014 |      |
| Oberickelsheim (Standort) | Siedlung der Bronzezeit und der Hallstattzeit. | D-5-6326-0017 |      |
| Oberickelsheim (Standort) | Mittelalterliche und frühneuzeitliche Befunde im Bereich der Evangelisch-Lutherischen Pfarrkirche St. Markus und des ummauerten Friedhofes in Oberickelsheim. | D-5-6326-0019 |      |
| Oberickelsheim (Standort) | Siedlung vor- und frühgeschichtlicher Zeitstellung. | D-5-6426-0130 |      |

### Gemarkung Rodheim
| Lage               | Objekt | Akten-Nr.     | Bild |
| ------------------ | --- | ------------- | ---- |
| Rodheim (Standort) | Mittelalterliche und frühneuzeitliche Befunde im Bereich der Katholischen Pfarrkirche St. Kilian und des ummauerten Friedhofes in Rodheim. | D-5-6426-0090 |      |
| Rodheim (Standort) | Mittelalterliche und frühneuzeitliche Befunde im ehemalige befestigten Ortsbereich von Rodheim.                                            | D-5-6426-0115 |      |
| Rodheim (Standort) | Mittelalterliche und frühneuzeitliche Befunde im Bereich der ehemalige spätmittelalterlichen Ortsbefestigung von Rodheim.                  | D-5-6426-0116 |      |
| Rodheim (Standort) | Siedlung vorgeschichtlicher Zeitstellung.                                                                                                  | D-5-6427-0216 |      |

### Gemarkung Unterickelsheim
| Lage                       | Objekt                                               | Akten-Nr.     | Bild |
| -------------------------- | ---------------------------------------------------- | ------------- | ---- |
| Unterickelsheim (Standort) | Siedlungs vor- und frühgeschichtlicher Zeitstellung. | D-6-6326-0247 |      |